# Siv Ibáñez
Siv Ibáñez (Suecia, 9 de julio de 1957) es una atleta sueca retirada especializada en la prueba de 10 km marcha, en la que ha conseguido ser medallista de bronce europea en 1986. Es madre del atleta Perseus Karlström.

## Carrera deportiva
En la Copa del Mundo de Marcha Atlética celebrada en Valencia en 1981, ganó el oro en los 5 km marcha, con un tiempo de 22:56.9 segundos, por delante de las soviéticas Aleksandra Derevinskaya y Lyudmila Khrushchova.
En el Campeonato Europeo de Atletismo de 1986 ganó la medalla de bronce en los 10 km marcha, con un tiempo de 46:19 segundos, llegando a meta tras la española Mari Cruz Díaz (oro con 46:09 segundos) y su compatriota la también sueca Ann Jansson (plata con 46:13 s).